# Schwein haben
Schwein haben ist eine deutsche Redensart und bedeutet Glück haben.

## Etymologie
Die Herkunft ist nicht mit Sicherheit geklärt, aber viel spricht für die gut belegte 4. Theorie.
1. Theorie
Möglicherweise stammt die Redensart aus dem Kartenspiel. Um das 16. Jahrhundert nannte man das Ass umgangssprachlich auch „Sau“. Wer die höchste Karte (Sau) zog, hatte immerhin eine gute Karte, die vielleicht für Glück stehen konnte.
In Süddeutschland wird das Ass beim Schafkopf, Binokel- oder Gaigelspiel noch heute „Sau“ genannt, ebenso in Österreich beim Schnapsen. 
Freilich waren Ober und Unter Karten, die eine Sau stechen konnten, und ein Ass allein spielte in den üblichen Kartenspielen keine überragende Rolle.
2. Theorie

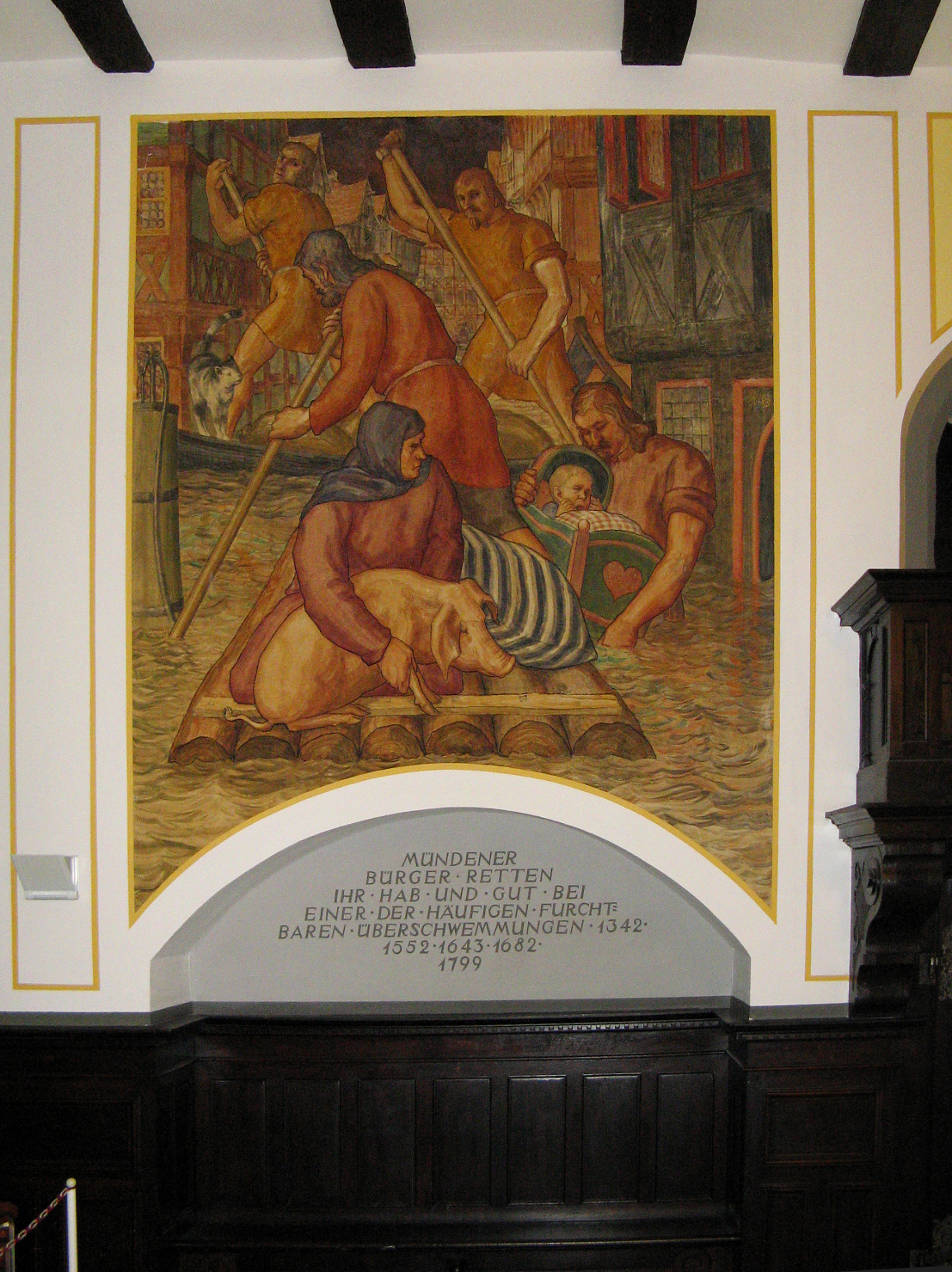
Schwein gehabt!

Eine zweite Theorie erklärt die Redensart mit der Rettung eines Schweins:
Die Halle des Rathauses Münden der von Überflutungen oft heimgesuchten Stadt Hann. Münden ist reich geschmückt mit Wandbildern zur Stadtgeschichte. Eines der Bilder (siehe Foto) zeigt Bürger der Stadt bei der Rettung eines Teils ihres Hab und Gut bei einer solchen Überschwemmung. Unter anderen Habseligkeiten ist dort ein Schwein auf dem Floß zu erkennen. Wer damals sein Schwein rettete, dem ging es noch relativ gut nach einer Katastrophe: Er hatte „Schwein gehabt“.
Hierbei handelt es sich offensichtlich um eine ätiologische Geschichte siehe Ätiologie (Erzählung), also eine nachträglich als Begründung dienende. Dass sich eine so beliebte und früh bekannte Redensart wegen eines Gemäldes einer Stadt verbreitet haben sollte, ist kaum denkbar.
3. Theorie
Eine weitere Theorie findet ihren Ursprung ebenfalls rund um das 16. Jahrhundert. Insbesondere in schwierigen Zeiten, in denen die einfache Bevölkerung am Hungertuch nagte, sprach man davon, Schwein gehabt zu haben und spielte damit auf gute alte Zeiten an, in denen noch zur Genüge Brot und Schinken (oder andere Lebensmittel) zur Verfügung standen. Die spöttisch-verwunderte Bedeutung angesichts unverdienten Glücks spielt hierbei freilich keine Rolle, so dass auch diese Theorie unwahrscheinlich ist.
4. Theorie

Viel spricht dafür, dass die Redensart von einem Trostpreis bei mittelalterlichen Sportfesten herrührt: Der Verlierer unterschiedlicher Wettbewerbe bekam dort immerhin noch ein Schwein oder zumindest ein Ferkel. Hierzu führt bereits Lutz Röhrich in seinem "Lexikon der sprichwörtlichen Redensarten" mehrere Belegstellen für ein Schwein als Trostpreis oder Preis für den letzten an. So schon 1488 bei einem Pferderennen: 

„Das vordist pferdt gewan ain Scharlach-Tuch … vnnd das lest (letzte) pferdt ain Saw“

. Röhrich erklärt weiterhin: 

„Ähnl. ist bei den Schützenfesten und anderen bürgerlichen Waffenfesten das Schwein regelmäßig der letzte Gewinn gewesen, ein Trostpreis, der aber Spott einbrachte."“

 Es entspricht der vergleichsweise wertvolle, aber mit Spott verbundene Gewinn genau dem Sinn der Redensart, die eine positive Erfahrung, einen Gewinn, eine überraschende Gnade, ein glückliches Davonkommen als unverdientes Glück, nicht als Lohn für eine Leistung bezeichnet.
Dazu passt die Originalquelle, die diese Herkunft bestätigt. Sie ist zu finden bei Sebastian Brant in seinem im Jahr 1494 veröffentlichten Narrenschiff: 

„Wer schießen will und fält des rein

Der dreit die suw im ermel heim“

Daraus leitet sich die Redensart „Die Sau im Ärmel heimtragen“ ab, die keineswegs bedeutet "als Verlierer mit nichts in der Hand nach Hause gehen zu müssen", sondern "den Spottpreis beschämt und heimlich nach Hause tragend". Hierbei ist natürlich von einem Ferkel auszugehen. Bei Röhrich finden sich weitere Belege aus dem 16. und 17. Jh.